# بخش داگانا (سنگال)
بخش داگانا (به لاتین: Dagana Department) یک منطقهٔ مسکونی در سنگال است که در ناحیه سن لوئیس واقع شده‌است. بخش داگانا ۵٬۲۰۸ کیلومتر مربع مساحت و ۲۴۱٬۶۹۶ نفر جمعیت دارد.